# Модрович, Илди
Илди Модрович (англ. Ildy Modrovich) — американская певица, телепродюсер, сценарист и актриса. Наиболее известна свой работой в сериале «C.S.I.: Место преступления Майами» и как фронтмен рок-группы The Heavy Woolies.
Модрович написала сценарий для двадцати двух эпизодов для сериала «C.S.I.: Место преступления Майами» с момента его создания в 2002 году, а с 2006 года работала в проекте в качестве продюсера, сопродюсера и консультирующего продюсера в разное время. Она написала сценарий одного эпизода для сериала «Блудливая Калифорния», и работала в качестве контролирующего продюсера над десятками других.

## Фильмография
| Год       |   | Русское название                  | Оригинальное название        | Роль                                                                                       |
| --------- | - | --------------------------------- | ---------------------------- | ------------------------------------------------------------------------------------------ |
| 1995      | с |                                   | The L.A. Thing with John Doe | актёр - роль:Heavy Woolie                                                                  |
| 2002—2007 | с | C.S.I.: Место преступления Майами | CSI: Miami                   | сценарист story editor executive story editor сопродюсер консультирующий продюсер продюсер |
| 2007      | с | Californication                   | Californication              | контролирующий продюсер сценарист                                                          |
| 2008—2009 | с | В последний миг                   | Eleventh Hour                | контролирующий продюсер сценарист                                                          |
| 2009—2010 | с | Три реки                          | Three Rivers                 | сопродюсер сценарист                                                                       |
| 2011      | ф |                                   | Part Time Fabulous           | ассоциированный продюсер                                                                   |
| 2011—2012 | с | Необходимая жестокость            | Necessary Roughness          | исполнительный сопродюсер сценарист                                                        |
| 2016—2021 | с | Люцифер                           | Lucifer                      | исполнительный сопродюсер сценарист                                                        |

## Личная жизнь
Замужем за актёром Тимом Пулице